# Запис Миладиновића храст (Дреновац)
Запис Миладиновића храст (Дреновац) се налази на парцели чији је власник Миладиновић Живојин и Миливоје.

## Локација
| Општина             | Параћин                                              |
| Катастарска општина | Дреновац                                             |
| Потес               | Голо брдо                                            |
| Координате          | 43° 45′ 22″ С; 21° 26′ 36″ И / 43.756° С; 21.4434° И |
| Надморска висина    | 178m                                                 |

## Карактеристике
Дендрометријске вредности утврђене на терену и сателитским снимцима:
| Стабло                     | Храст |
| Висина стабла              | m     |
| Обим дебла                 | m     |
| Пречник крошње             | 24m   |
| Пречник дебла              | m     |
| Висина дебла до прве гране | m     |

## База записа
Запис је у оквиру Викимедија пројекта "Запис - Свето дрво" заведен под редним бројем 0529.